# Johannes Asdonk
Johannes Asdonk (* 25. September 1910 in Kamperbruch; † 29. Juli 2003 in Weggis, Schweiz) war ein deutscher Arzt.

## Leben
Asdonk wurde 1910 in Kamperbruch am Niederrhein als Bauernsohn geboren und machte 1929 am Collegium Augustinianum Gaesdonck bei Goch am Niederrhein sein Abitur. Es folgten vier Semester Studium der Theologie in Münster und Tübingen. 1931 begann er ein Medizinstudium in Münster, das er 1936 mit dem Staatsexamen abschloss. Anschließend war er als medizinischer Repetitor bis 1940 in Münster tätig. Dann kam es zur Einberufung zum Militärdienst, verbunden mit einer Tätigkeit als Lazarettarzt, später auch mit Einsatz an der Front in Russland. Nach einer Verwundung 1943 nahm er seine Tätigkeit als Lazarettarzt und in der Sanitäterausbildung wieder auf. 1945 erfolgte die Niederlassung als praktischer Arzt in Rheurdt am Niederrhein. 1956 gab es einen Praxiswechsel nach Essen. Sein Interessensschwerpunkt lag auf dem Gebiet der rheumatischen Erkrankungen und der Chirotherapie.

## Die manuelle Lymphdrainage
Ein entscheidender Wendepunkt in seinem Leben war das Jahr 1963, als er durch seine spätere Ehefrau Christa Bartetzko, die damals als Arzthelferin in seiner Arztpraxis arbeitete, die „Manuelle Lymphdrainage“ nach Emil Vodder kennenlernte und im Folgejahr bei dem  Philologen, der im Zweitberuf Physiotherapeut war, vertiefen konnte. Bereits 1936 wurde die Grifftechnik von Vodder veröffentlicht, fand aber noch keinen Eingang in die Schulmedizin. Fasziniert von dieser Therapie setzte Johannes Asdonk diese manuellen Lymphdrainagegriffe als Ergänzung zu seinen chirotherapeutischen Behandlungen ein und erzielte damit eine wesentlich längere Beschwerdefreiheit als mit der Kombination von Chirotherapie und Massage. Nach dieser Erfahrung war er ein überzeugter Anhänger der manuellen Lymphdrainagetherapie, was sich in diversen Publikationen und von ihm organisierten Lehrgängen ausdrückte.

## Asdonk-Schulen
1969 gründete er dann die erste richtige Schule zur Ausbildung von Physiotherapeuten in manueller Lymphdrainage, in der auch das Ehepaar Vodder als Lehrer eingesetzt wurde. 1967 wurde die "Gesellschaft für manuelle Lymphdrainage nach Dr. Vodder" in Essen gegründet, zunächst mit jährlichen Arbeitstagungen eben dort, seit 1971 dann an wechselnden Orten in Deutschland. Aus dieser Gesellschaft entstand 1976 die Deutsche Gesellschaft für Lymphologie unter der Mitwirkung von Eberhard Kuhnke, Gregl, Michael Földi sowie Hohlbaum. Besonders die Zusammenarbeit mit E. Kuhnke und Földi brachte der noch jungen Lymphologie damals sehr viel Aufschwung, da von ihnen die theoretischen Grundlagen dieser Therapie erarbeitet wurden.

## Asdonk-Kliniken
Da die zunehmende Zahl der Behandlung von Ödemen mit der Lymphdrainagetherapie den Rahmen einer ambulanten kassenärztlichen Praxis sprengte, gab Asdonk seine Praxis 1972 auf und zog in den Schwarzwald, wo er in Saig die erste lymphologische Fachklinik der Welt gründete, die im September 1973 staatlich anerkannt wurde. Durch seine Erfolge bei der Behandlung von Lymphödemen wurde ab 1974 die manuelle Lymphdrainagetherapie von den Krankenkassen anerkannt und bezahlt. Dazu hatte Asdonk diese manuelle Lymphdrainagetherapie nach Vodder mit sogenannten „Ödemgriffen“ und der „Kompressionsbehandlung“ kombiniert und das Behandlungskonzept unter der Bezeichnung „Komplexe Physikalische Entstauungstherapie“ oder „Physikalische Ödemtherapie“ fest etabliert. Seitdem ist die Therapie in dieser Kombination die erfolgreichste Behandlungsmethode vieler Ödemformen. Ab 1975, nach dem Umzug in die Gemeinde Feldberg, nannte Asdonk seine Klinik "Feldbergklinik". Bis 1978 arbeitete er in der Klinik als Arzt völlig allein, beraten von Kuhnke. Von 1978 bis 1981 konnte er das Ehepaar Földi zur Zusammenarbeit in der Klinik gewinnen. Da die bestehenden Häuser zu klein wurden und auch nicht mehr den modernen diagnostischen und klinischen Ansprüchen genügten, zog die Feldbergklinik dann 1983 nach St. Blasien um. Ab 1984 zog sich Asdonk aus der Klinik zurück; er war zu diesem Zeitpunkt bereits 74 Jahre alt. Sein Schwiegersohn, Werner Beck, der die wirtschaftlichen Geschicke der Klinik in die Hand nahm, eröffnete am 14. Februar 1995 die Seeklinik Zechlin, die erste lymphologische Fachklinik in den neuen Bundesländern.

## Auszeichnungen
- 1986: Bundesverdienstkreuz 1. Klasse
- 1987: Ehrenpräsident der Deutschen Gesellschaft für Lymphologie

## Privates
Asdonk lebte ab 1994 mit seiner Frau in Weggis am Vierwaldstättersee in der Schweiz, wo er am 29. Juli 2003 verstarb.

## Belege
1. ↑  http://www.dglymph.de/
2. ↑  E. Kuhnke: Vegetative Umstimmung durch Lymphdrainage, Schattauer: Lymphologie 1987; E. Kuhnke: Die Physiologischen Grundlagen der M.L., Physiotherapie 1975; 66, 12.

| Personendaten    | Personendaten                                                                   |
| ---------------- | ------------------------------------------------------------------------------- |
| NAME             | Asdonk, Johannes                                                                |
| KURZBESCHREIBUNG | deutscher Arzt, Erfinder der Komplexen Physikalischen Entstauungstherapie (KPE) |
| GEBURTSDATUM     | 25. September 1910                                                              |
| GEBURTSORT       | Kamperbruch                                                                     |
| STERBEDATUM      | 29. Juli 2003                                                                   |
| STERBEORT        | Weggis, Schweiz                                                                 |